# Lollandsgade
Lollandsgade i Aarhus ligger ved Nørre Allé og Samsøgade.
Gaden blev navngivet i 1892.

## Kendte personer fra Lollandsgade
- Hans Hedtoft - tidl. statsminister, blev født den 21. april 1903 i Lollandsgade 23.